# Arturo Soria
Arturo Soria y Mata (Madrid 15 december 1844 - aldaar 6 november 1920) was  een internationaal actieve Spaanse stadsontwerper. Hij is bekend om zijn concept de Lineaire stad, zoals toegepast in Ciudad Lineal in Madrid. Hij studeerde civiele techniek, maar heeft deze opleiding niet afgerond.
Hij doorbrak het traditionele idee door in steden lijnen aan te brengen waar verschillende infrastructuren tegelijk aangelegd konden worden als wegen, sporen, gas, water, elektriciteit, riool, etc. Hierdoor was er meer controle bij de uitbreiding van steden en was er meer logica aanwezig.
- Biblioteca Nacional de España: XX935549
- Bibliothèque nationale de France: cb12401233w (data)
- Catàleg d'autoritats de noms i títols de Catalunya: 981058594725806706
- CiNii: DA03784097
- Gemeinsame Normdatei: 121594130
- International Standard Name Identifier: 0000 0000 8118 3494
- Library of Congress Control Number: n93077000
- Nationale Bibliotheek van Israël: 987007334677905171
- Nederlandse Thesaurus van Auteursnamen: 070971595
- Réseau des bibliothèques de Suisse occidentale: 02-A000154139
- Système universitaire de documentation: 033112975
- Union List of Artist Names: 500035210
- Virtual International Authority File: 39463488
- WorldCat: E39PBJtCGdDPHc3vbTHFQjVjYP